# Daegu FC
Daegu Football Club is een Zuid-Koreaans voetbalclub uit Daegu. De club werd opgericht in 2002. De thuiswedstrijden worden in het Daegu Blue Arc Stadion gespeeld, dat plaats biedt aan 65.754 toeschouwers.